# Вюаран
Вюаран (фр. Vuarrens) — громада  в Швейцарії в кантоні Во, округ Гро-де-Во.

## Географія
Громада розташована на відстані близько 70 км на південний захід від Берна, 17 км на північ від Лозанни.
Вюаран має площу 9 км², з яких на 5,5% дозволяється будівництво (житлове та будівництво доріг), 70,7% використовуються в сільськогосподарських цілях, 23,8% зайнято лісами, 0% не є продуктивними (річки, льодовики або гори).

## Демографія
2019 року в громаді мешкало 1054 особи (+36,4% порівняно з 2010 роком), іноземців було 13,2%. Густота населення становила 118 осіб/км².
За віковим діапазоном населення розподілялося таким чином: 30,2% — особи молодші 20 років, 59,3% — особи у віці 20—64 років, 10,5% — особи у віці 65 років та старші. Було 370 помешкань (у середньому 2,8 особи в помешканні).
Із загальної кількості 147 працюючих 40 було зайнятих в первинному секторі, 33 — в обробній промисловості, 74 — в галузі послуг.